# William J. Alston
William Jeffreys Alston (* 31. Dezember 1800 in Milledgeville, Baldwin County, Georgia; † 10. Juni 1876 in Magnolia, Marengo County, Alabama) war ein US-amerikanischer Rechtsanwalt, Richter und Politiker (Whig Party).

## Werdegang
William Jeffreys Alston besuchte eine Privatschule in South Carolina. Dann zog er nach Alabama und ließ sich in Marengo County nieder. Dort war er mehrere Jahre als Lehrer tätig. Er studierte Jura, bekam seine Zulassung als Anwalt und fing dann 1821 in Linden (Alabama) an zu praktizieren. Später war er mehrere Jahre als Richter am Marengo County Court tätig.
Alston verfolgte zudem eine politische Laufbahn. Er war 1837 Mitglied im Repräsentantenhaus von Alabama. Dann diente er zwischen 1839 und 1842 im Senat von Alabama. Alston wurde in den 31. US-Kongress gewählt, wo er vom 4. März 1849 bis zum 3. März 1851 tätig war. 1850 kandidierte er nicht mehr und nahm er wieder seine Tätigkeit als Anwalt auf. Alston wurde 1855 wieder in das Repräsentantenhaus von Alabama gewählt. Ferner ging er landwirtschaftlichen Tätigkeiten nach. Er war Sklavenhalter. Er starb 1876 in Magnolia (Alabama) und wurde auf dem Magnolia Cemetery beigesetzt.